# Stefan Stratimirović
Stefan Stratimirović, srp. Стефан Стратимировић, (27. prosinca 1757. – 1836.) je bio karlovački metropolit od 1790. do 1836. godine.
Rodom je iz plemenite obitelji s imanjem u Kulpinu. Završio je dobre škole, pa zatim i filozofiju i pravo u Beču i Budimu. Bogosloviju je učio privatno kod arhimandrita Jovana Rajića, a zatim se 1784. zaredio, da bi već 1786. bio postavljen za episkopa vršačkog. Bio je budimski episkop 1786. – 1790. Za metropolita je izabran na Temišvarskom saboru sa samo 33 godine.
Uz pomoć trgovca D. Anastasijevića Sabova osnovao je: 
- 1791. – 1792. godine Karlovačku gimnaziju,
- 1794. Karlovačku bogosloviju,
- 1797. Blagodejanije (poslije Stefaneum).

Uredio je i upotpunio Metropolijsku biblioteku, uveo je red u crkvi i disciplinu među svećenstvom. Bavio se i znanošću i kniževnošću. Bio je protivnik reformi jezika Dositeja Obradovića i Vuka Stefanovića Karadžića. Pomogao je ustanike Prvog srpskog ustanka. Aktivno je sudjelovao na gušenju Ticanove bune u Srijemu 1807. godine.
Ostavio je radove na latinskom, njemačkom i srpskom jeziku, među kojima ima povijesnih, književnih, crkvenih i drugih spisa.
Od 1770-ih godina je bio član masonske lože "Budnost" u Osijeku.

## Vanjske poveznice
- Rodoljubni arhijerej („Glas javnosti“, 28. listopada 2000.)  Arhivirana inačica izvorne stranice od 18. prosinca 2010. (Wayback Machine)